# ماریا گاردنا
ماریا گاردنا (انگلیسی: Maria Gardena؛ ۱۹۲۰ – ۲۰۰۸) بازیگر و معمار اهل ایتالیا بود.
از فیلم‌هایی که وی در آن‌ها نقش داشته‌است، می‌توان به بچه‌ها نگاهمان می‌کنند اشاره نمود.